# Stolnica Agios Minas
Stolnica Agios Minas (grško ῾Ιερός Μητροπολιτικός Ναός ῾Αγίου Μηνᾶ) je grška pravoslavna stolnica v Iraklionu v Grčiji, ki služi kot sedež nadškofa na Kreti. Posvečen je svetemu Menasu, mučeniku in čudodelniku (285–309 n. št.), ki je zavetnik Irakliona.

## Zgodovina
Gradili so jo od leta 1862 do 1895. Gradnja je bila prekinjena med kretsko revolucijo 1866–1869. Cerkev ima križni tloris z osrednjo kupolo. Cerkev ima največje dimenzije 43,20 m dolžine in 29,50 m širine ter površino 1350 m². Je največja stolnica na Kreti in ena največjih v Grčiji. V bližini stoji majhna in stara cerkev Agios Minas.

## Arhitektura
Stolnica stoji na trgu Agia Ekaterini v starem mestnem jedru Irakliona. Gre za križnokupolno cerkev z elementi triladijske bazilike v neobizantinskem slogu. Ima pravokoten tloris in je dolga 43,2 m ter široka 29,5 metrov. Dva zvonika na severovzhodu in jugovzhodu sta visoka 32,7 m, osrednja kupola, ki je enako visoka kot zvonika, ima premer 8,80 m in višino 4,40 m ter stoji na osmerokotnem tamburu z višino 6,05 m. Vse kupole in polkupole so pokrite z glaziranimi strešniki. Cerkev je grajena z lokalnim kretskim peščenjakom.

### Zunanjost
Značilnosti zahodne fasade so njena velikost, jasne linije, okrogli loki in simetrija. Do glavnega vhoda vodijo štiri marmorne stopnice. Osrednji rizalit fasade je razdeljen na spodnji del s tremi polkrožnimi loki in lesenimi izrezljanimi vrati. Nad portalom je na marmorni plošči zapisan biblijski verz: »Pridite k meni vsi, ki ste trudni in obremenjeni, in jaz vam bom dal počitek.« (Mt 11,28) Zgornji del uprizarja Vstajenje, ozki polkrožni okni vodita do okroglega dvokapnega okna. Desno in levo od njega sta apokaliptični črki Alfa in Omega. Oglate marmorne plošče, podprte z neobizantinskimi pilastri, prikazujejo napise svetopisemske vsebine:
- Desno: »Kjer sta namreč dva ali trije zbrani v mojem imenu, tam sem jaz med njimi« (Mt 18,20)
- Levo: "Izbral sem in posvetil ta kraj, da bo moje ime vedno tukaj in da bodo moje oči in srce vedno tam." (iz Stare zaveze - Posvetitev Salomonovega templja).

Fasada se zaključuje s polkrožno marmorno ploščo z napisom: »Vera–upanje–ljubezen, ljubite drug drugega«. Deset zapovedi je simbolično predstavljenih z latinskimi številkami I–X.
Simetrija okoli vzdolžne osi se nadaljuje na južni in severni fasadi, katerih osrednji rizalit je prilagojen rizalitu zahodne fasade. Fasadi se razlikujeta po številu oken levo in desno od srednjega dela: zahodna fasada ima po dve okni, severna in južna fasada pa po tri okna. Prečna ladja in ladja z narteksom na zahodu segata vsak za 1,50 m. Vzhodna fasada s korom in tremi apsidami ponuja nadaljnji dostop do kora. Stranski apsidi sta nižji od osrednje. Cerkvena stolpa na severovzhodu in jugovzhodu stolnice sta sestavljena iz treh nadstropij, pri čemer so zvonovi nameščeni v srednjem nadstropju. Mešanica elementov neorenesanse, neogotike, neoklasicizma in neobizantizma ter najrazličnejši ornamenti oblikujejo fasade. Kot okrasne dodatke tako na zunanji kot tudi notranji fasadi lahko najdemo palmete, akante, vinske trte, ptice itd. Bomba, odvržena na staro mesto Iraklion 23. maja 1941, je padla na stolnico, vendar ni eksplodirala, dogodek pa je znan kot čudež sv. Minasa. Bomba je prikazana na severnem preddverju stolnice.

### Notranjost
Preddverje (narteks) v zahodnem delu stolnice osvetljujejo pisani vitraži. V notranjost vodijo tri masivna lesena vrata, izrezljana v renesančnem slogu in obdana z dvema jonskima stebroma. Na obeh straneh okna narteksa sta dve marmorni plošči z napisoma o zgodovini stavbe: o postavitvi temeljnega kamna (1862) in otvoritvi stolnice (1895). Po vstopu v cerkev skozi »kraljevska vrata« postane očitna velikost in sijaj barv. Osrednja ladja in obe nekoliko nižji stranski ladji med drugim potrjujeta cerkev kot baziliko, ki jo prepoznamo po ločitvi ladij s štirimi stebri ali polstebri in dvema jonskima stebroma iz umetnega marmorja. Stebri in pilastri so povezani s pasnimi loki in tvorijo osnovo za boben in kupolo v križišču. Prvotni ikonostas ter prižnica in škofovski stol so bili leseni, precej poškodovani in zamenjani z marmorjem. Galerije na severni in južni strani stolnice ter zahodne galerije se približno ujemajo z dimenzijami ladje.
V desnem transeptu vabi k molitvi kapela Agios Titos, v levem transeptu pa kapela »Desetih svetnikov« (Agii Deka).

### Oprema

#### Ikonostas
Novi ikonostas, ki ga je med letoma 1927 in 1930 zgradil arhitekt Anastasios Orlandos (* 1887; † 1979), je iz belega marmorja in se razteza čez celotno širino (17,0 m) kora. Med liturgijo ločuje vernike od duhovščine. Dostop do kora imajo le kleriki. Tri marmornate stopnice vodijo do »Kraljevih vrat«, ki jih obdaja obok iz črnega in belega marmorja. Po dva dorska stebra z bizantinskimi kapiteli iz belega marmorja podpirata obok, na katerem stoji kamnit križ iz belega marmorja. Levo od kraljevih vrat sta na zlatem ozadju upodobljena: sv. Marija z detetom Jezusom v naročju in sv. Janez, desno od vrat: Jezus Kristus, poleg njega sv. Menas. Anastasios Orlandos ni ustvaril samo tega ikonostasa, ampak tudi prižnico in škofov stol iz marmorja leta 1920.

#### Ikone
Pri vhodu v osrednjo ladjo izstopata dva lesena oltarja z ikonama Matere božje in svetega Menesa, oba s srebrnim okladom. O spoštovanju in veri pravoslavnih kristjanov pričajo tudi številne druge ikone.

#### Freske
Verske upodobitve na stenah in v kupoli natančno sledijo načelom in motivom bizantinskega ikonopisja. Poslikavo cerkve s freskami je šele leta 1964 dokončal Stelios Kartakis. Predstavlja teme svetopisemske vsebine: v koru: Jezusovo življenje in vnebohod, v severni ladji: veliki teden, v južni ladji: vstajenje in binkošti, v kupoli: Jezus kot vladar sveta (Pantokrator), v apsidi: ustoličena Mati božja (Odegetrija), vključno z božjo mašo (obhajilo).

#### Lestenec
Vzdolž osrednje osi glavne ladje cerkveno notranjost zapolnjujejo trije ogromni lestenci iz zlata in srebra z bizantinskim dvoglavim orlom. Srednji lestenec, izdelan iz čistega zlata in oblikovan v obliki tiare, visi neposredno pod kupolo in simbolizira zahtevo po svetovni prevladi.

#### Škofovski stol
Desni škofovski stol, vgrajen v steber med križiščem in ikonostasom, je iz belega in črnega marmorja. Baldahin podpirajo štirje stebri iz rdečega marmorja.

#### Prižnica
Prižnica na levi strani je vključena v steber pred križiščem. Izdelana je iz belega marmorja. Pet ikon na zunanji strani prižnice predstavlja oznanilo evangelija. Prižnico in škofovski stol je leta 1920 ustvaril arhitekt Anastasios Orlando.

## Galerija
- Pogled od spredaj na katedralo sv. Mina Iraklion
- Katedrala sv. Mina Iraklion, jugozahodna fasada s stolpom in kupolo
- Tloris katedrale Agios Minas Iraklion
- pogled na Templon
- Notranjost cerkve
- notranja kupolasta freska Kristus Pantokrator
- ikona sv. Menasa